# Ahmed Deen
Ahmed Deen (Freetown, 30 giugno 1985) è un ex calciatore sierraleonese, di ruolo difensore.

## Carriera

### Club
Ha giocato per molti anni nelle serie minori inglesi.

### Nazionale
Ha esordito con la Nazionale della Sierra Leone nel 2007, collezionando in totale 10 presenze senza reti.